# 가시바시
가시바시(일본어: 香芝市)는 일본 나라현 중서부에 있는 시이다.

## 지리
나라 분지 서단에 위치하고 니조산 동쪽 기슭 선상지에 펼쳐져 있다. 오사카부와 접해 오사카 근교의 주택지로 발전했다. 인구 증가는 현저하고 증가율이 일본에서 3위를 기록한 적도 있다.

### 인접하는 자치체
- 나라현
  - 야마토타카다시, 가쓰라기시, 기타카쓰라기군 오지정, 간마키정, 고료정

- 오사카부
  - 하비키노시, 가시와라시, 미나미카와치군 다이시정

## 역사
- 1956년 4월 1일 - 기타카쓰라기군의 4개 촌이 합병해 가시바정이 되었다.
- 1991년 10월 1일 - 나라현의 10번째 시로 승격해 가시바시가 되었다.

## 교통

### 철도
- 서일본 여객철도
  - 와카야마선
    - (← 오지정 하타케다역) - 시즈미역 - 가시바역 - JR 고이도역 - (야마토타카다시 다카다역 →)

- 긴키 닛폰 철도
  - 오사카선
    - (← 가시와라시 오사카쿄이쿠다이마에역) - 세키야역 - 니조역 - 긴테쓰시모다역 - 고이도역 - (야마토타카다시 쓰키야마역 →)

  - 미나미오사카선
    - (← 하비키노시 가미노타이시역) - 니조잔역 - (가쓰라기시 니조진자구치역 →)

### 도로
- 니시메이한 자동차도(일본어판)
- 국도 제165호선 (일본)(일본어판)
- 국도 제168호선